# Droga wojewódzka nr 853
Droga wojewódzka nr 853 (DW853) – droga wojewódzka łącząca Biłgoraj z Tomaszowem Lubelskim. Zlokalizowana jest w południowej części województwa lubelskiego. Jej długość wynosi 52 km, biegnie ona z zachodu na wschód.

## Miejscowości leżące przy trasie DW853
- Majdan Nowy (DW835)
- Smólsko Duże
- Aleksandrów
- Józefów (DW849)
- Tomaszów Lubelski (DK17)